# Lago di Provvidenza
Il lago di Provvidenza è un lago artificiale che si trova lungo la Strada statale 80 del Gran Sasso d'Italia, nel territorio del comune dell'Aquila, nei pressi della frazione Ortolano del comune di Campotosto, realizzato sbarrando il corso del fiume Vomano con una diga alta 52,2 m. Fa parte del massiccio montuoso del Gran Sasso d'Italia e rientra nell'omonimo parco.

## Descrizione
Posto tra le estreme propaggini settentrionali di Monte Corvo, quelle orientali di Monte San Franco del massiccio del Gran Sasso d'Italia e l'inizio dei Monti della Laga a nord, il lago viene utilizzato come bacino di modulazione, che raccoglie le acque della Centrale idroelettrica di Provvidenza per alimentare la successiva Centrale idroelettrica di San Giacomo.
Inoltre, il lago permette il pompaggio dell'acqua verso monte da queste due centrali per garantire la presenza di acqua nei momento di maggiore fabbisogno di elettricità, rimandando le proprie verso il Lago di Campotosto tramite la Centrale di Provvidenza e ricevendo le acque del Lago di Piaganini tramite la Centrale di San Giacomo. Circondato da folti boschi e dalla acque verdi cristalline, è il punto di arrivo/partenza della traversata escursionistica che parte/arriva a Campo Imperatore attraverso la Valle del Chiarino, il Venacquaro e Campo Pericoli.